# Sotheby's

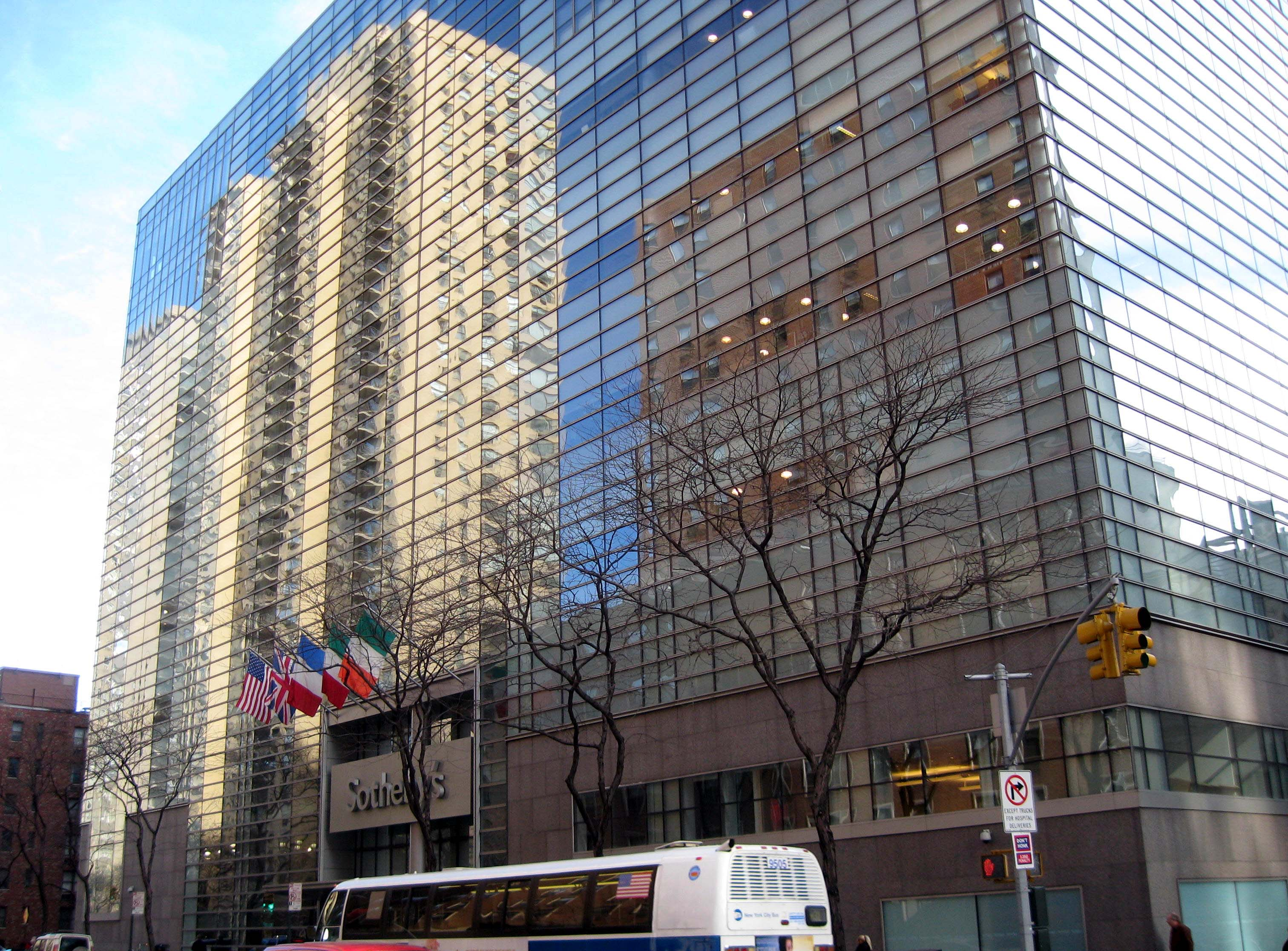
Sotheby's a York Avenue (NY)

 Sotheby's  és una empresa de subhastes, especialment d'obres d'art i altres objectes col·leccionables, fundada al Regne Unit i que actualment té perfil multinacional, amb seus a les principals capitals del món.

## Història
L'origen de  Sotheby's  va ser l'empresa  Baker and Leigh, que es va fundar a Londres el dia 11 de març de 1744, quan Samuel Baker va presidir la liquidació dels "diversos centenars de valuosos i rars" llibres de la biblioteca de Rt Hon Sir John Stanley. El gran rival de Sotheby's, Christie's, data de 1759 o poc després, i, de fet, l'actual Sotheby's no va ser fundada fins a l'any 1804, quan dos dels socis originals de l'empresa (Leigh i Sotheby) van decidir establir la seva pròpia firma de distribució de llibres. Anys més tard, Sotheby's va decidir expandir-se cap a les belles arts en general, i el seu primer gran èxit en aquest camp fou la venda d'una pintura de Frans Hals per 9.000 guinees l'any 1913. L'any 1983, la companyia va ser comprada pel milionari americà A. Alfred Taubman.

## Actualitat
Avui dia, l'empresa té un volum de negocis anual d'aproximadament cinc mil milions de dòlars a les seves oficines a New Bond Street (Londres) i York Avenue (Manhattan, Nova York). Aquesta posició de poder s'ha aconseguit pel seu creixement natural, per les adquisicions (sobretot la suma el 1964 de la més gran casa de subhastes dels Estats Units, Parke Bernet) i per la gestió de les cícliques "recessions d'art" del segle xx.
Sotheby's Nova York va completar la renovació de la seva seu de York Avenue el 2001, en afegir el magatzem de les obres en les mateixes instal·lacions on es troben els departaments especialitzats, galeries d'exhibició, i sales on se celebren les subhastes.